# Valentin Alexandru
Valentin Alexandru (n. 17 septembrie 1991, Popești-Leordeni, București, România) este un fotbalist român, care joacă pe post de atacant la Gloria Bistrița Năsăud în Liga a III-a.